# Seksualność po urazie rdzenia kręgowego

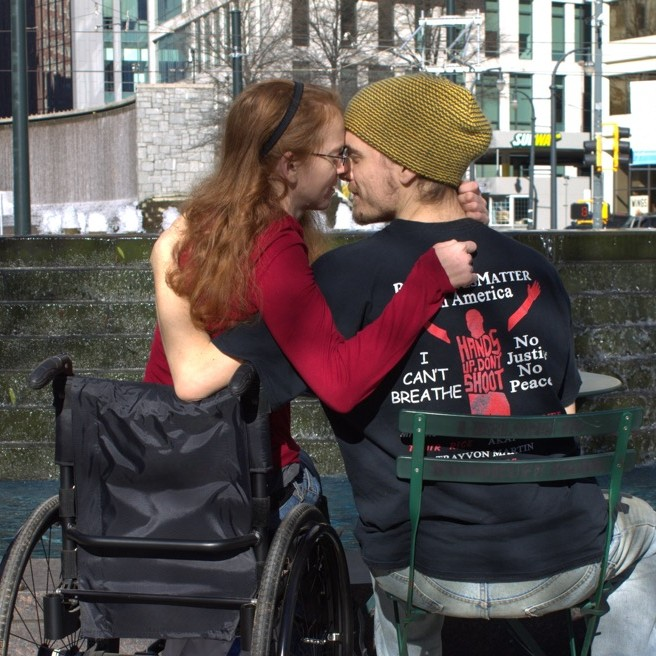
Uraz rdzenia kręgowego wpływa na funkcje seksualne, ale wiele osób po takim urazie realizuje się w relacjach i życiu seksualnym.

Seksualność po urazie rdzenia kręgowego – aspekty życia seksualnego osób, które doznały urazu rdzenia kręgowego.
Choć uraz rdzenia kręgowego (SCI, ang. spinal cord injury) często wywołuje dysfunkcję seksualną, wiele osób po takim urazie jest zdolnych do satysfakcjonującego życia seksualnego. Ograniczenia fizyczne wynikające z urazu dotyczą funkcji seksualnych i seksualności w szerszym znaczeniu, co w znacznym stopniu przekłada się na jakość życia. Uszkodzenie rdzenia kręgowego upośledza możliwość przekazu informacji pomiędzy mózgiem i częścią ciała poniżej uszkodzenia. Objawia się to zaburzeniami czucia i sprawności ruchowej, upośledza orgazm, erekcję, ejakulację i produkcję wydzieliny zwilżającej pochwę. Pośrednie przyczyny dysfunkcji seksualnej obejmują ból, osłabienie i efekty uboczne leków. Przyczyny psychospołeczne obejmują zaburzenia depresyjne i zmienione postrzeganie siebie. Wielu ludzi po SCI osiąga satysfakcjonujące życie płciowe, wielu doświadcza pobudzenia seksualnego i orgazmu. Ludzie po SCI w różnorodny sposób adaptują się do prowadzenia zdrowego życia seksualnego, skupiając się na różnych obszarach swojego ciała i różnych typach stosunku płciowego. Neuroplastyczność może zapewniać wzrost czułości w obszarach ciała o zachowanym czuciu, wobec czego zainteresowani znajdują nowe miejsca erotyczne na skórze w obrębie stref erogennych bądź w pobliżu granic zachowanego czucia.
Leki, przyrządy, chirurgia i inne interwencje służą osiągnięciu erekcji i ejakulacji. Choć płodność mężczyzn jest zmniejszona, wielu po SCI może wciąż płodzić dzieci, szczególnie z pomocą medycyny. Płodność kobiety zazwyczaj nie ulega redukcji, choć bezpieczna ciąża i poród wymagają dodatkowych środków ostrożności. Ludzie po SCI muszą podczas aktywności seksualnej podejmować starania w celu radzenia sobie z efektami urazu (jak osłabienie i ograniczenia ruchów) oraz unikania nowych urazów (jak uszkodzenie skóry w miejscu zmniejszonego czucia). Edukacja i poradnictwo seksualne stanowią ważną część rehabilitacji po SCI, ale często są nieosiągalne bądź niewystarczające. Rehabilitacja dzieci i młodzieży stara się promować zdrowy rozwój seksualności i obejmuje edukację pacjentów i ich rodzin. Przekazywane kulturowe błędne przekonania i stereotypy negatywnie wpływają na ludzi po urazie rdzenia, zwłaszcza przekazywane przez osoby świadczące profesjonalną pomoc. Obraz własnego ciała i inne lęki dotykają funkcji płciowych, wywierając głęboki wpływ na samoocenę i obraz ‘ja’. SCI utrudnia partnerstwo z powodu problemów z funkcją seksualną i innych stresów wiążących się z urazem i niepełnosprawnością, ale wielu pacjentów po urazie rdzenia nawiązuje satysfakcjonujące związki, w tym małżeństwa. Relacje, samoocena i zdolność reprodukcyjna stanowią aspekty seksualności, obejmującej nie tylko praktyki seksualne, ale także złożone inne czynniki: kulturowe, społeczne, psychologiczne i emocjonalne.

## W kulturze

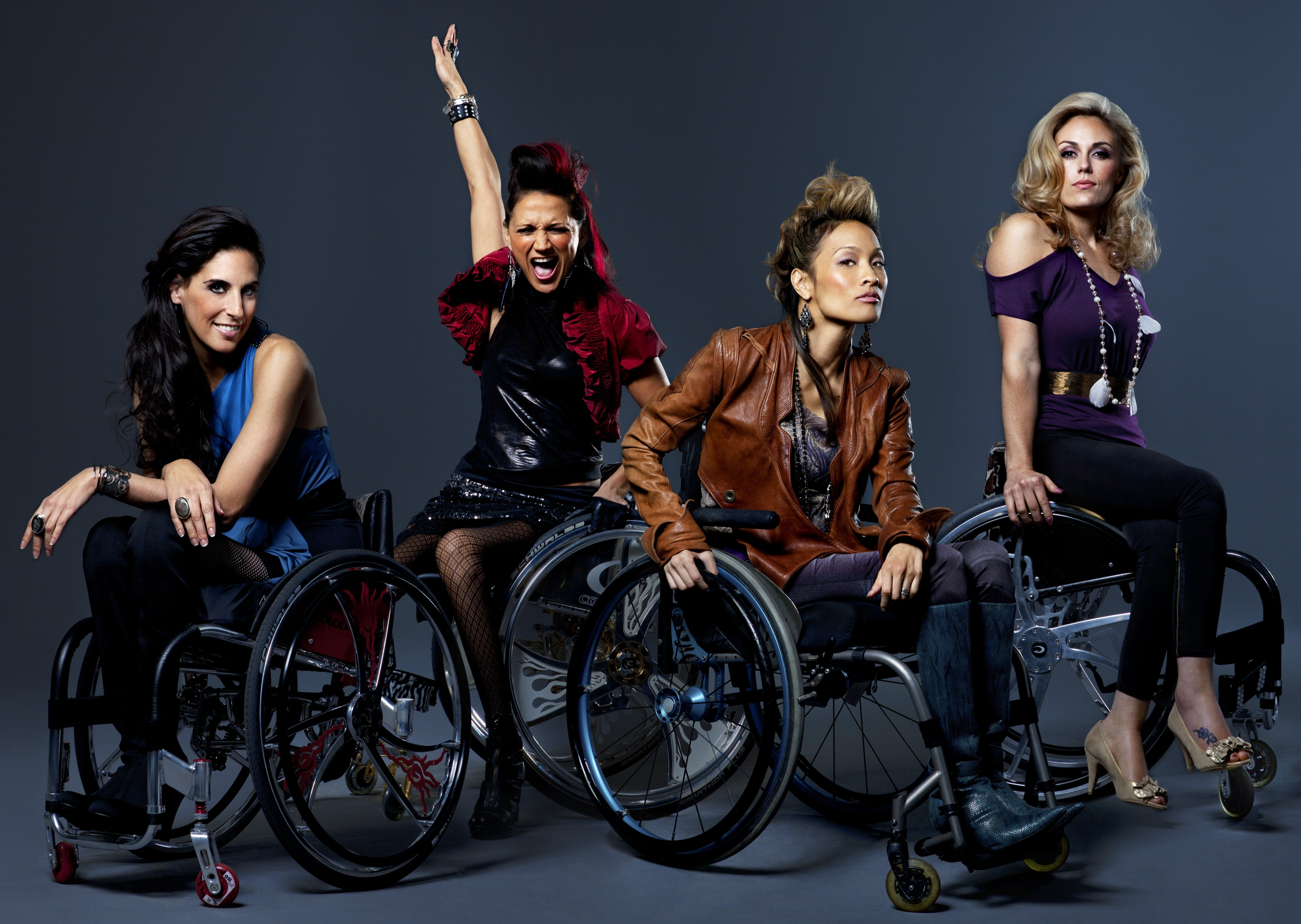
Program telewizyjny Push Girls przedstawia kobiety po SCI, poruszając kwestie seksualności i codziennego życia.

## Seksualność i identyfikacja
Seksualność stanowi ważną część tożsamości danej osoby, chociaż niektórzy ludzie nie interesują się tą sferą życia. Ma ona aspekty biologiczne, emocjonalne, psychologiczne, duchowe, społeczne i kulturowe. Dotyczy nie tylko zachowań seksualnych, ale relacji, obrazu siebie, libido, rozrodu, orientacji seksualnej i identyfikacji płciowej (gender). Na seksualność każdej osoby wpływa socjalizacja przez całe życie, kiedy to czynniki takie jak religia i podłoże kulturowe odgrywają swoje role, ulega ona ekspresji w samoocenie i sądach, jakie dana osoba wyznaje o sobie samym, na przykład uznając się za kobietę czy też za osobę atrakcyjną.
SCI w ekstremalny sposób zaburza seksualność. Najczęściej zdarza się osobom młodym, w szczytowym okresie swego życia płciowego i rozrodczego. Waga seksualności nie zmniejsza się jednak na skutek zmniejszającego sprawność urazu. Choć przez lata ludzi po urazie rdzenia uznawano za aseksualnych, badania wykazały, że przypisują oni sferze seksualnej dużą wagę, stanowi ona istotny aspekt jakości ich życia. W rzeczywistości z wszystkich zdolności, których powrotu pożądają, pacjenci z paraplegią przypisują prawie największą wagę właśnie funkcjom seksualnym, zaraz po funkcji dłoni i rąk. Funkcje seksualne wywierają głęboki wpływ na samoocenę i przystosowanie się do życia po urazie. Osoby zdolne zaadaptować się do zmian w swoich ciałach i wiodący satysfakcjonujące życie seksualne osiągają również wyższą ogólną jakość życia.

## Funkcje seksualne
SCI zazwyczaj wywołuje dysfunkcje seksualne z powodu zaburzenia czucia i reakcji wzbudzenia. Zdolność odczuwania przyjemności seksualnej i orgazmu należą do priorytetów rehabilitacji seksualnej u ludzi po urazie.
Wiele badań dotyczyło erekcji. W dwa lata po urazie 80% mężczyzn odzyskuje przynajmniej częściową zdolność erekcji, ale wielu dotyczą trudności z jej niezawodnością i utrzymaniem, jeśli nie stosują środków wspomagających. Badania wykazały, że od połowy do 65% mężczyzn po SCI miewa orgazmy, choć mogą oni odczuwać je inaczej, niż przed urazem. Większość z nich zgłasza słabsze ich odczuwanie oraz potrzebę dłuższego czasu i większej stymulacji, by je osiągnąć.
Częstymi problemami kobiecymi po SCI są dyspareunia i trudność w osiągnięciu orgazmu. Około połowy kobiet po SCI jest zdolna do orgazmu przy stymulacji ich genitaliów. Niektóre pacjentki podają odczuwanie orgazmów takie samo, jak przed urazem, inne skarżą się na zmniejszenie ich odczuwania.

### Całkowity i niecałkowity uraz
Całkowitość bądź nie urazu stanowi istotny aspekt determinujący powrót funkcji seksualnych. Wedle skali American Spinal Injury Association niekompletny SCI to taki, w którym pewne czucie lub funkcje motoryczne zostają zachowane w odbytnicy. Wskazuje to, że mózg może w dalszym ciągu wysyłać i otrzymywać informację z dolnych części rdzenia kręgowego, poniżej obszaru urazu. U ludzi po niecałkowitym urazie część bądź wszystkie drogi rdzeniowe zaangażowane w odpowiedzi seksualne pozostają nietknięte, umożliwiając przykładowo orgazmy takie jak u ludzi zdrowych. Mężczyźni po niekompletnym urazie rdzenia mają większą szansę na osiąganie erekcji i orgazmu niż pacjenci po całkowitym urazie.
Nawet pacjenci po całkowitym urazie, których rdzeń kręgowy stracił zdolność przekazywania jakichkolwiek informacji spoza poziomu uszkodzenia, mogą osiągnąć orgazm. W 1960 w jednym z najwcześniejszych badań orgazmu po SCI ukuto termin phantom orgasm („orgazm fantomowy”) w celu opisania kobiecych odczuć orgazmu pomimo SCI, jednak kolejne badania sugerowały, że odczucie to nie ma jedynie charakteru psychologicznego. Mężczyźni po całkowitym SCI zgłaszają odczucia seksualne w czasie wytrysku z towarzyszącymi im objawami fizycznymi normalnie występującymi w orgazmie, jak podwyższone ciśnienie tętnicze. Kobiety mogą odczuwać orgazm z wibracjami szyjki macicy niezależnie od stopnia urazu; odczucie to niekiedy jest takie samo, jak u zdrowych kobiet.
Nerwy obwodowe parasympatyczne przenoszące informację do mózgowia aferentnymi włóknami nerwowymi mogą stanowić odpowiedź, czemu ludzie po całkowitym SCI odczuwają doznania seksualne i szczytowania. Jedno z proponowanych wyjaśnień kobiecego orgazmu po SCI to ominięcie rdzenia kręgowego poprzez nerw błędny przenoszący informację czuciową z narządów płciowych bezpośrednio do mózgu. Kobiety po całkowitym urazie mogą osiągnąć wzbudzenie seksualne i orgazm przez stymulację łechtaczki, szyjki macicy lub pochwy, z których każda jest unerwiona innymi włóknami nerwowymi, co wskazuje, że nawet jeśli SCI dotyczy jednego obszaru, funkcjonowanie pozostałych może zostać zachowane. U ludzi po urazie, tak samo jak u zdrowych, to mózg odpowiada za percepcję szczytowania. Jakościowe odczucia związane ze szczytowaniem podlegają modulacji w mózgu, a nie w miejscu ciała, którego dotyczą.

### Poziom urazu

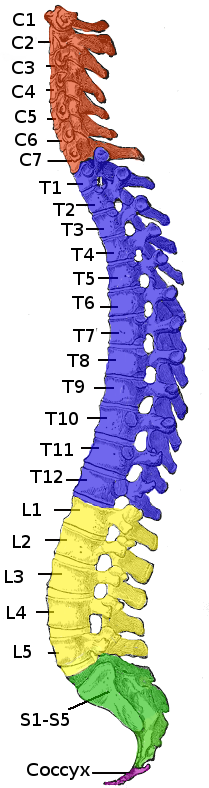
Skutki urazu zależą od poziomu kręgosłupa, którego uraz dotyczy. Na rycinie powyżej kręgosłup człowieka.

Dermatomy to obszary na skórze unerwiane przez poszczególne nerwy rdzeniowe.

Poza całkowitością urazu rdzenia na utrzymanie się bądź ustąpienie wpływu urazu na funkcje seksualne wpływa poziom kręgosłupa, którego dotyczy uraz. Mógł on zajść na odcinku szyjnym, piersiowym, lędźwiowym bądź krzyżowym. Pomiędzy każdymi dwoma sąsiadującymi kręgami wychodzą od rdzenia nerwy rdzeniowe, przenoszące informację do i od unerwianych fragmentów ciała. Lokalizacja urazu w obrębie rdzenia przekłada się na odpowiednie regiony ciała. Obszar skóry unerwiany konkretnym nerwem rdzeniowym nosi nazwę dermatomu. Utrata czucia dotyczyć może wszystkich dermatomów poniżej poziomu urazu.
Uraz na niższym poziomie kręgosłupa nie musi koniecznie oznaczać lepiej zachowanych funkcji seksualnych. Przykładowo pacjenci po urazie odcinka krzyżowego mają mniejsze szanse na orgazm, niż ludzie po urazach wyższych odcinków kręgosłupa. Kobiety po urazie proksymalnie do odcinka krzyżowego z większym prawdopodobieństwem będą odczuwały orgazm w odpowiedzi na stymulację łechtaczki, niż pacjentki po urazach odcinka krzyżowego (odpowiednio 59% i 17%). U mężczyzn urazy powyżej odcinka krzyżowego wiążą się z lepiej zachowanymi erekcją i ejakulacją, pacjenci ci zgłaszają dysfunkcje rzadziej i mniej nasilone. Może to wynikać z odruchów nie wymagających udziału mózgowia, z którego połączenie zniszczyć mogą urazy odcinka krzyżowego.

### Odpowiedzi psychogenne i odruchowe
Fizyczne podniecenie (lubrykacja pochwy i wzwód łechtaczki u kobiety, erekcja u mężczyzny) pojawia się dzięki dwóch odrębnym drogom, które w warunkach prawidłowych współdziałają: psychogennej i odruchowej. Podniecenie wywołane fantazjowaniem, bodźcami wzrokowymi bądź stymulacją umysłową przebiega na drodze psychogennej, natomiast podniecenie wynikające z kontaktu fizycznego okolicy genitalnej na drodze odruchowej. W przypadku podniecenia psychogennego informacja przekazywana jest z mózgu poprzez rdzeń kręgowy do nerwów okolicy genitalnej, w rdzeniu osiągając poziom Th11-L2. Wobec tego pacjenci po urazie powyżej poziomu Th11 zazwyczaj nie miewają erekcji ani lubrykacji psychogennych, natomiast ci po urazie poniżej Th12 są do nich zdolni. Nawet jednak bez tych odpowiedzi fizykalnych ludzie po SCI często odczuwają podniecenie jak ludzie, którzy nie przeszli urazu. Zdolność odczuwania ukłucia i lekkiego dotyku w dermatomach Th11–L2 pozwala przewidywać jakość zdolności do psychogennego podniecenia u pacjentów obu płci. Droga psychogenna jest współczulna i przez większość czasu wysyła sygnały hamujące, przeciwdziałające fizycznym objawom podniecenia. W odpowiedzi na stymulację seksualną sygnały pobudzające narastają i redukują hamowanie. Usunięcie fizjologicznie obecnego hamowania umożliwia odruchom rdzeniowym wywołującym fizyczne objawy podniecenia wziąć górę.
Droga odruchowa aktywuje przywspółczulny układ nerwowy w odpowiedzi na uczucie dotyku. Bierze w tym udział łuk odruchowy przebiegający na poziomie rdzenia kręgowego, bez udziału mózgu. Wystarczy krzyżowy odcinek rdzenia na poziomie S2-S4. Kobiety po uszkodzeniu rdzenia powyżej Th11 mogą być niezdolne do przeżywania psychogennej lubrykacji pochwowej, ale mogą zarazem mieć zachowaną lubrykację na poziomie odruchowym, jeśli poziom krzyżowy nie został uszkodzony. Podobnie nawet jeśli zdolność mężczyzny do psychogennych erekcji po podnieceniu psychogennym zostanie utracona po urazie rdzenia na wysokim poziomie, może on zachować możność erekcji spontanicznych bądź odruchowych. Przebiegające w ten sposób erekcje mogą pojawiać się przy braku podniecenia psychicznego podczas dotykania prącia bądź ocierania się o nie, ale nie trwają długo i ogólnie ustępują przy usunięciu drażniącego bodźca. Odruchowe wzwody mogą po urazie rdzenia pojawiać się częściej z powodu utraty hamowania przez mózgowie, redukujące odpowiedzi na bodźce u zdrowego mężczyzny. Odwrotnie – uraz poniżej poziomu S1 uszkadza erekcje odruchowe, ale nie psychogenne. Ludzie z w pewnym stopniu zachowanym czuciem w dermatomach S4 i S5 oraz wykazujący odruch opuszkowo-jamisty (skurcz dna miednicy w odpowiedzi na ucisk na łechtaczkę bądź żołądź prącia) zazwyczaj są zdolni do odczuwania erekcji albo lubrykacji odruchowych. Jak inne odruchy, odruchowa odpowiedź seksualna może zostać stracona bezpośrednio po urazie, ale wrócić z czasem, gdy ustępuje szok rdzeniowy.

### Dysfunkcje seksualne
Większość osób po SCI odczuwa trudności z odpowiedzią w postaci podniecenia na fizyczne bodźce seksualne. Problemy wynikające bezpośrednio z uszkodzonego przewodnictwa neuronalnego określa się mianem pierwotnej dysfunkcji seksualnej. SCI prawie zawsze dotyka funkcjonowania narządów rozrodczych zewnętrznych, zmieniając, upośledzając bądź wywołując utratę czucia. Ból neuropatyczny, w którym uszkodzony nerw sygnalizuje ból przy nieobecności bodźca, który by miał ten ból wywoływać, występuje często po SCI i przeszkadza w seksie.
Wtórna dysfunkcja seksualna po urazie rdzenia wynika z czynników wywołanych tym urazem, jak inkontynencja moczu czy kału bądź upośledzone ruchy. Główna bariera aktywności seksualnej polega na ograniczeniach fizycznych, np. trudności w utrzymaniu równowagi czy osłabienie siły mięśniowej utrudniają utrzymanie danej pozycji.  Kolejne utrudnienie stanowi spastyczność mięśni wywołana nadmiernym ich napięciem. Niektóre używane leki wywołują działania niepożądane upośledzające odczuwanie przyjemności seksualnej bądź interferujące z funkcją seksualną, zaliczają się doń leki przeciwdepresyjne, relaksanty, leki nasenne i zmniejszające spastyczność. Zmiany hormonalne modyfikujące funkcje seksualne również pojawiają się po SCI. Rośnie stężenie prolaktyny, kobiety na pewien czas przestają miesiączkować. U mężczyzn spada stężenie testosteronu. Jego niedobór skutkuje spadkiem libido, słabością, zmęczeniem i brakiem odpowiedzi na leki zwiększające erekcję.
Trzeciorzędowe dysfunkcje seksualne wynikają z czynników psychologicznych i społecznych. Zmniejszone libido, pożądanie bądź odczuwanie podniecenia mogą wypływać z takich przyczyn, jak objawy depresyjne, niepokój i zmiany w relacji. U obu płci po SCI zmniejsza się pożądanie. U prawie połowy mężczyzn i prawie trzech czwartych kobiet pojawiają się trudności z podnieceniem psychogennym. Zaburzenia depresyjne stanowią najczęstszą przyczynę problemów w osiągnięciu podniecenia u pacjentów po SCI. Ludzie często odczuwają po urazie żal i rozpacz. Po wypisaniu ze szpitala, kiedy pojawiają się nowe trudności, wzrastać mogą niepokój oraz używanie substancji uzależniających. Uzależnienie od leków lub alkoholu pogarsza zdrowie, wywołuje napięcia w relacji, pogarsza funkcjonowanie społeczne.
SCI może prowadzić do znaczących obaw, których reperkusje odbijają się na seksualności i obrazie siebie. SCI często zaburza obraz własnego ciała z powodu zarówno zachodzących w nim zmian dotyczących wyglądu (w tym choćby atrofia nieużywanych mięśni), jak i zmian w percepcji siebie nie wynikającej bezpośrednio z tych zmian. Pacjenci często uznają siebie za mniej atrakcyjnych i oczekują od innych, że tak właśnie będą ich traktować. Obawy te wywołują strach przed odrzuceniem, odstraszają ludzi od inicjowania kontaktów bądź aktywności seksualnej czy angażowania się w seks. Uczucia niemożności bycia pożądanym czy bezwartościowości prowadzą niektórych pacjentów do sugerowania swym partnerom, by zawiązali relacje z kimś sprawniejszym.

## Płodność

### Mężczyźni
Mężczyźni po SCI uwzględniają zdolność do płodzenia dzieci wśród najważniejszych trosk związanych z seksualnością. Płodność męska spada po SCI z powodu problemów z erekcją, wytryskiem i jakością nasienia. Jak inne typy odpowiedzi seksualnej, ejakulacja może przebiegać na drodze psychogennej bądź odruchowej, a poziom urazu determinuje zdolność mężczyzny do wytrysku obu typów. Aż 95% mężczyzn SCI doświadcza problemów z ejakulacją (anejakulacja), prawdopodobnie z powodu uszkodzonej koordynacji impulsów z różnych części układu nerwowego. Erekcja, orgazm i ejakulacja mogą zachodzić niezależnie od siebie, aczkolwiek zdolność do wytrysku wydaje się wiązać z jakością wzwodu, zdolność do orgazmu wiąże się z możliwością ejakulacji. Nawet mężczyźni o całkowitym urazie mogą zachowywać zdolność do ejakulacji, ponieważ inne nerwy zaangażowane w wytrysk mogą wywoływać taką odpowiedź bez impulsów z rdzenia kręgowego Ogólnie im wyższy poziom urazu, tym więcej stymulacji psychicznej potrzebuje pacjent do wytrysku. Odwrotnie: wytrysk przedwczesny bądź spontaniczny może stanowić problem dla mężczyzn po urazie na poziomie Th12-L1. Może być tak silny, że ejakulację wywołuje samo myślenie o aktywności seksualnej, bądź też pojawiać się bez uchwytnej przyczyny i bez towarzyszącego orgazmu.
Większość mężczyzn dysponuje właściwą ilością plemników w nasieniu, ale wysoki odsetek z nich może być nieprawidłowych, chodzi to o zmniejszoną ruchliwość czy zdolność do przeżycia. Powód tych nieprawidłowości nie został poznany. Badania skupiają się na dysfunkcjach pęcherzyków nasiennych i stercza, koncentrujących substancje toksyczne dla plemników. Cytokiny, białka układu odpornościowego kontrolujące odpowiedź zapalną, obecne są w wysokich stężeniach w nasieniu mężczyzn po SCI, tak jak acetylohydrolaza PAF, również toksyczna dla plemników. Inną odpowiedzią immunologiczną na SCI jest obecność znacznej liczby leukocytów w nasieniu.

### Kobiety
Liczba kobiet po SCI rodzących i posiadających zdrowe dzieci wzrasta. Od około połowy do dwóch trzecich kobiet po SCI zgłasza, że mogłoby chcieć mieć dzieci, w końcu w ciążę zachodzi 14–20%. Choć SCI zazwyczaj nie redukuje kobiecej płodności trwale, odpowiedź stresowa może zaraz po urazie zmienić poziomy hormonów związanych z płodnością. U około połowy kobiet menstruacja zatrzymuje się po urazie, wraca jednak średnio po pięciu miesiącach, a u znacznej większości pacjentek w przeciągu roku. Po powrocie miesiączkowania kobieta po SCI zachodzi w ciąże z taką samą szansą, jak reszta populacji.
Ciąża wiąże się ze zwiększonym ryzykiem u pacjentek po SCI. Wymienić należy zwiększone ryzyko zakrzepicy żył głębokich, infekcji układu oddechowego i moczowego. Uwagi wymaga utrzymywanie odpowiedniej pozycji w wózku inwalidzkim, prewencja odleżyn i zwiększona trudność w poruszaniu się z powodu zwiększenia się masy ciała i zmian środka ciężkości. Technologie asystujące mogą wymagać zmiany, podobnie jak farmakoterapia.
U kobiet po urazach powyżej Th6 ryzyko podczas porodu zagrażające matce i płodowi obejmuje autonomiczną dysrefleksję, w której ciśnienie krwi wzrasta do niebezpiecznych wartości, co może grozić udarem letalnym w skutkach. W takim epizodzie służyć mogą leki takie jak nifedypina i kaptopryl, podobnie znieczulenie zewnątrzoponowe, choć nie jest niezawodne u kobiet po urazie rdzenia. Znieczulenie w trakcie porodu stosuje się, nawet jeśli kobieta nie odczuwa dolegliwości, jeśli może odczuwać skurcze jako jedynie dyskomfort lokalizowany w brzuchu, zwiększoną spastyczność i epizody autonomicznej dysrefleksji. Zmniejszone odczuwanie w rejonie miednicy oznacza, że pacjentka po urazie rdzenia zazwyczaj przechodzi mniej bolesny poród, może nawet nie wiedzieć, kiedy zaczyna rodzić. Jeśli występują deformacje miednicy lub kręgosłupa, niezbędne może okazać się cięcie cesarskie. Noworodki kobiet po SCI z większą szansą rodzą się przedwcześnie, a niezależnie od tego z większym prawdopodobieństwem są zbyt małe w stosunku do wieku ciążowego.

## Postępowanie

### Problemy z erekcją

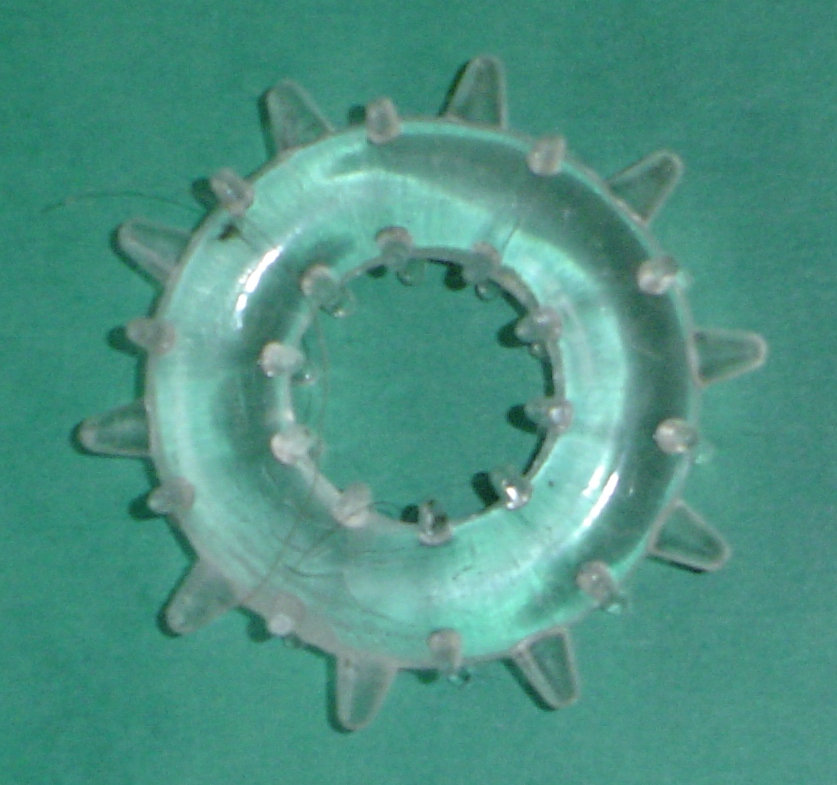
Pierścień do nałożenia na podstawę prącia w celu utrzymania erekcji.

Choć erekcje nie są konieczne dla satysfakcjonującego życia seksualnego, wielu mężczyzn uważa je za ważne i leczenie zaburzenia erekcji poprawia ich relacje oraz jakość życia. Jakiekolwiek leczenie jest stosowane, najlepiej działa w połączeniu z terapią zorientowaną na rozmowę w celu pomocy w integracji jej w życie seksualne.
Leki doustne i przyrządy mechaniczne stanowią leczenie pierwszego wyboru z powodu mniejszej inwazyjności, często dobrego efektu i dobrej tolerancji. Farmakoterapia enteralna obejmuje sildenafil (Viagra), tadalafil (Cialis) i wardenafil (Levitra). Pompki do prącia zapewniają erekcję bez potrzeby zażywania leków bądź inwazyjnego leczenia. Mężczyzna umieszcza swe prącie w cylindrze, po czym pompuje, wytwarzając próżnię zasysającą krew do prącia, wprowadzając je we wzwód. Następnie użytkownik przesuwa pierścień z zewnętrza cylindra na nasadę prącia, by zatrzymać w nim krew i utrzymać erekcję. Mężczyzna zdolny do osiągnięcia erekcji, ale mający trudności z jej utrzymaniem może używać samego pierścienia. Tego ostatniego nie można jednak zostawiać na prąciu dłużej, niż 30 minut, nie może też być stosowany w przypadku leczenia antykoagulantami.
Jeśli doustna farmakoterapia oraz usprawnienia mechaniczne zawodzą, leczeniem drugiego rzutu są miejscowe zastrzyki: leki takie jak papaweryna czy prostaglandyny wstrzykiwane są do prącia. Metoda ta jest preferowana z uwagi na jej efektywność, ale wywołuje ból i bliznowacenie.
Inną możliwość stanowi umieszczenie niewielkiej tabletki w cewce moczowej, jednak wymagane dawki są większe niż podawane w iniekcjach i jest to mniej skuteczne. Były używane również stosowane miejscowo leki rozszerzające naczynia krwionośne, ale bez dobrej efektywności ani tolerancji. Stymulację elektryczną nerwów eferentnych na poziomie S2 można wykorzystać do wywołania wzwodu trwającego przez czas dokonywania tej stymulacji.
Implanty umieszczane chirurgicznie, giętkie pręty bądź pneumatyczne rury, zarezerwowane są dla przypadków niepowodzenia innych metod z powodu zagrożenia poważnymi powikłaniami, obserwowanymi w 10% przypadków. Wiążą się z ryzykiem zniszczenia tkanki prącia i wydostaniem się na zewnątrz przez skórę. Choć satysfakcja używających ich mężczyzn jest wysoka, jeśli implanty muszą być usunięte, nie można stosować innych metod takich jak zastrzyki czy urządzenia próżniowe z powodu uszkodzenia tkanek.
Zaburzenia erekcji mogą też wynikać nie bezpośrednio z doznanego SCI, ale być skutkiem czynników takich jak zaburzenia depresyjne, cukrzyca bądź leki, na przykład stosowane w leczeniu spastyczności. Znalezienie przyczyn i leczenie jej może złagodzić problem. Przykładowo mężczyźni odczuwający zaburzenia wzwodu wywołane niedoborem testosteronu mogą otrzymać hormonoterapię androgenami.

### Ejakulacja i płodność męska
Bez interwencji medycznych płodność męska po SCI mieści się w przedziale 5–14%, ale wartość ta rośnie z leczeniem. Nawet jednak po zastosowaniu wszystkich dostępnych terapii medycznych mniej niż połowa mężczyzn po urazie rdzenia może płodzić dzieci. Zazwyczaj konieczna jest inseminacja wspomagana. Jak w przypadku wzwodu, terapie wykorzystywane do leczenia bezpłodności u mężczyzn, którzy nie przeszli urazu rdzenia, stosowane są również u tych po SCI.
W przypadku braku wytrysku po SCI metodą pierwszego wyboru pobrania nasienia jest wykorzystanie PVS (penile vibratory stimulation, stymulacja prącia wibracją). Wibrator o wysokiej częstotliwości stosuje się na żołądź prącia w celu wywołania odruchu powodującego wytrysk. Zazwyczaj trwa to kilka minut. Doniesienia o efektywności PVS podają wynik 15–88%, różnice wynikać mogą z odmienności ustawień wibratora i doświadczenia klinicystów, jak też z poziomu i stopnia urazu. Całkowity uraz powyżej jądra Onufa (S2–S4) odpowiada na PVS w 98%, ale całkowite uszkodzenie segmentów S2–S4 nie odpowiada.
W razie niepowodzenia PVS, plemniki czasami pobierane są dzięki elektroejalukacji: w odbytnicy umieszcza się elektryczny zgłębnik, wywołując wytrysk. Sukces osiąga się w 80–100%, ale technika ta wymaga znieczulenia i nie posiada potencjalnej możliwości wykonania w domu tak jak PVS. I PVS, i elektroejakulacja niesie za sobą ryzyko dysrefleksji autonomicznej, wobec czego mogą zostać podane leki przeciwdziałające takiemu zejściu oraz przez cały czas trwania procedury monitorowane jest ciśnienie tętnicze, jeśli dana osoba jest podatna. Masaż prostaty i pęcherzyków nasiennych stanowi inną metodę uzyskania nasienia. Jeśli sposoby te zawiodą, nie powodując wytrysku bądź nie zostanie uzyskana wystarczająca ilość nasienia, może być ono pobrane chirurgicznie w procesie testicular sperm extraction bądź percutaneous epididymal sperm aspiration. Te procedury dostarczają nasienia w 86–100% przypadków, jednak preferuje się leczenie niechirurgiczne.
Przedwczesny bądź spontaniczny wytrysk leczy się lekami przeciwdepresyjnymi, w tym SSRI, których znanym efektem ubocznym jest opóźnianie wytrysku.

### Kobiety
W porównaniu z możliwościami leczenia dysfunkcji seksualnych u mężczyzn (których rezultaty są konkretnie obserwowalne) sposoby leczenia kobiet są ograniczone. Przykładowo inhibitory fosfodiesterazy 5, stosowane doustnie w leczeniu zaburzeń erekcji u mężczyzn, zostały przebadane w kierunku zwiększania odpowiedzi seksualnych takich jak podniecenie czy orgazm u kobiet, nie przeprowadzono jednak kontrolowanych badań u kobiet po SCI, a badania na innych grupach kobiet doprowadziły do niekonkluzywnych wyników. Teoretycznie odpowiedź seksualna kobiet mogłaby ulec poprawie dzięki użyciu urządzenia próżniowego zasysającego krew do łechtaczki, ale przeprowadzono nieliczne badania funkcji seksualnej. Szczególnie brakuje informacji dotyczących innych aspektów niż reprodukcja.

### Edukacja i poradnictwo
Poradnictwo dotyczące seksualności udzielane przez lekarzy, pielęgniarki psychologów, pracowników społecznych wchodzi w skład większości programów rehabilitacyjnych po SCI. Edukacja należy do kontynuacji leczenia po urazie rdzenia, tak jak psychoterapia, koleżeński mentoring i aktywności społeczne. Pomagają one polepszyć umiejętności niezbędne w socjalizacji i budowaniu relacji. Zamiast odnosić się stricte do dysfunkcji seksualnej jako problemu fizycznego, odpowiednia rehabilitacja seksualna bierze pod uwagę całość danej osoby, na przykład jej relacje i samoocenę. Poradnictwo seksualne obejmuje nauczanie technik radzenia sobie z objawami depresyjnymi i stresem oraz kierowanie większej uwagi na zachowane odczuwanie wrażeń podczas aktywności seksualnej. Edukacja obejmuje też informacje na temat kontroli urodzeń lub pomocniczych przyrządów, służących do przyjmowania odpowiedniej pozycji, bądź radzi i podpowiada w takich problemach, jak nietrzymanie zwieracza czy dysrefleksja autonomiczna .
Wiele pacjentów po SCI otrzymało nieprawidłowe informacje na temat skutków swego urazu dotyczących sfery seksualnej i dostarczenie im adekwatnych informacji przyniesie im korzyść. Choć wiadomo, że edukacja seksualna krótko po urazie jest pomocna i pożądana, często nie ma jej w rehabilitacji. Częsta skarga osób przechodzących programy rehabilitacyjne to właśnie niewystarczające informacje na temat seksualności. Długoterminowa edukacja i poradnictwo na ten temat po wypisie ze szpitala są szczególnie ważne, jako że seksualność stanowi jedną z najczęściej zaniedbywanych sfer życia w długoterminowej rehabilitacji po SCI, szczególnie u kobiet. Dostarczyciele opieki mogą powstrzymywać się od poruszania tego tematu z powodu poczucia zawstydzenia bądź braku przygotowania. Klinicyści muszą zachować ostrożność w poruszaniu tej sprawy, gdyż pacjenci mogą czuć się niekomfortowo bądź niegotowi do poruszania tego tematu. Wielu pacjentów czeka, aż temat zostanie poruszany przez osoby organizujące ich opiekę, mimo że chcą otrzymać takie informacje.
Postrzeganie przez pacjenta własnego radzenia sobie z seksualnością po urazie zależy nie tylko od czynników fizycznych, takich jak ciężkość urazu i jego poziom, ale też od warunków życiowych i czynników osobowościowych, jak doświadczenie seksualne i stosunek do seksu. Oprócz oceny czynników fizycznych klinicysta musi brać pod uwagę tło i czynniki kulturowe i religijne: związane z płcią (gender), wiekiem, kulturą i społeczne. Aspekty kulturowe i religijne, nawet jeśli niedostrzegane przed wypadkiem, wpływają na jakość opieki i leczenia, szczególnie w sytuacji konfliktu między poglądami pacjenta i sprawujących opiekę. Profesjonalna opieka zdrowotna musi być wyczulona na kwestie orientacji seksualnej i identyfikacji płciowej (gender), okazując szacunek i akceptację podczas kontaktowania się, wysłuchania pacjenta i udzielania wsparcia emocjonalnego. Wykazano, że osoby zapewniające opiekę po SCI przyjmują heteroseksualność swoich pacjentów lub wykluczają ze świadomości pacjentów LGBTQ, co może skutkować opieką niespełniającą standardów. Badania akademickie seksualności i niepełnosprawności również cechują się niedoreprezentacją osób LGBTQ.
Nie tylko pacjent, ale również partner osoby po urazie rdzenia wymaga częstego wsparcia i poradnictwa. Może to pomóc w dostosowaniu się do nowego, dynamicznego obrazu siebie, w tym wejściu w nową rolę opiekuna bądź w radzeniu sobie ze stresem powstającym w relacji seksualnej. Często partnerzy osób po urazie rdzenia muszą radzić sobie z takimi uczuciami jak wina, złość, niepokój oraz z wyczerpaniem, jak też z trudnościami finansowymi związanymi z utraconymi zarobkami i kosztami medycznymi. Poradnictwo stara się wzmocnić relację, polepszając komunikację i zaufanie.

#### Dzieci i młodzież
Dzieci i młodzież po SCI nie tylko stają w obliczu trudności nękających także dorosłych, ale uraz wpływa również na dojrzewanie ich seksualności. Chociaż pokaźna liczba badań dotyczy dorosłych po urazie rdzenia i ich seksualności, bardzo mało dotyka sposobów, w jakie uraz wpływa na seksualność młodych ludzi. Dzieci i młodzież po urazie wymagają ciągłej, dostosowanej do wieku edukacji seksualnej, odpowiadającej na pytania dotyczące SCI i jego wpływu na seksualność i funkcje seksualne. Bardzo młode dzieci są już świadome swej niepełnosprawności, nim dojrzeją seksualnie, ale wraz z dojrzewaniem stają się ciekawe tak samo jak dzieci bez niepełnosprawności, i wymagają zapewnienia im odpowiedniej ilości informacji. Opiekunowie pomagają dzieciom i ich rodzinie przygotować się do przejścia w dorosłość, włączając w to seksualność i relacje społeczne, wcześnie rozpoczynając i intensyfikując działania w czasie adolescencji. Rodzice wymagają edukacji na temat efektów, jakie SCI wywiera na funkcje seksualne, by mogli odpowiadać na pytania, jakie zadają im ich dzieci.
Kiedy pacjent staje się nastolatkiem, wymaga bardziej szczegółowej informacji na temat ciąży, kontroli urodzeń, samooceny i umawiania się na randki. Nastolatki bez lub ze zredukowanym czuciem w okolicy genitalnej zyskują na edukacji o alternatywnych sposobach osiągania przyjemności i satysfakcji z aktów seksualnych. Okres adolescencji jest często szczególnie trudny dla osób po SCI, w związku z obrazem własnego ciała i relacjami. W związku z wagą przypisywaną seksualności i prywatności, adolescenci mogą doświadczać poniżenia, kiedy rodzice i opiekunowie kąpią ich lub załatwiają z nimi ich potrzeby fizjologiczne. Mogą zyskać na poradnictwie seksualnym, grupach wsparcia i mentoringu prowadzonym przez dorosłych po SCI, mogących dzielić się z nim swymi przeżyciami i prowadzić dyskusję rówieśnikami. Z odpowiednią opieką i edukacją ze strony rodziny i profesjonalistów dzieci i młodzież po urazie może rozwinąć się w zdrowych seksualnie dorosłych.

### Zmiany w praktykach seksualnych
Ludzie adaptują się po SCI w sferze seksualnej na wiele różnych sposobów. Często zmieniają praktyki seksualne, unikając stymulacji genitalnej i stosunku płciowego i podążając w kierunku zwiększenia nacisku na dotyk powyżej poziomu urazu oraz na inne aspekty intymności, jak całowanie i pieszczoty. Konieczne staje się odkrycie nowych pozycji seksualnych, jeśli poprzednio stosowane okazują się zbyt trudne. Inne czynniki zwiększające przyjemność seksualną to pozytywne wspomnienia, fantazje seksualne, relaksacja, medytacja, techniki oddechowe i, co najważniejsze, zaufanie do partnera. Osoby po SCI mogą wykorzystywać bodźce wzrokowe, słuchowe, węchowe i dotykowe. Możliwe jest wytrenowanie uważności dotyczącej pewnych mózgowych aspektów seksu i poczucia ciała w rejonach, w których to czucie się zachowało; zwiększa to szansę osiągnięcia orgazmu. Waga pożądania i komfortu uzasadnia żart mówiący, że najważniejszym narządem seksualnym jest mózg.
Pourazowe zmiany w odczuwaniu ciała są dla pacjenta wystarczająco trudne, by jeszcze doprowadzać kogoś do utraty możliwości satysfakcji seksualnej. Jednak zmiany w odczuwaniu powyżej i poniżej poziomu urazu zachodzą w czasie. Pacjenci mogą znajdować strefy erogenne takie jak sutki czy uszy, które stają się bardziej czułe, wystarczająco dla osiągnięcia satysfakcji seksualnej. Pacjenci odkrywają nowe strefy erogenne, które nie dostarczały przyjemności erotycznej przed urazem, profesjonalni opiekunowie mogą pomóc w ich odkryciu. Stymulacja tych nowych stref erogennych może nawet prowadzić do orgazmu. Zmiany takie wynikać mogą z przemapowania obszarów czuciowych w mózgu dzięki neuroplastyczności, szczególnie w przypadku całkowitej utraty czucia w narządach płciowych zewnętrznych.
Często na ciele pomiędzy obszarem utraty czucia i obszarem, gdzie zostało ono zachowane, pojawia się strefa przejściowa, wykazująca zwiększoną czułość i której stymulacja daje przyjemność. Obszar ten może być odczuwany podobnie jak prącie bądź łechtaczka przed urazem, i może nawet dać uczucie orgazmu. Z powodu zmian w odczuwaniu ludzie po SCI zachęcani są do eksploracji własnych ciał w celu odkrycia obszarów dostarczających przyjemności. Masturbacja stanowi użyteczny sposób nauki o nowych odpowiedziach własnego organizmu.
Istnieją testy mierzące czucie pozostałe w narządach płciowych zewnętrznych po urazie, wykorzystywane w ustawieniu leczenia i rehabilitacji. Ich wykonanie pomaga pacjentom nauczyć się rozpoznawać odczucia związane z pobudzeniem i orgazmem. Ludzie po urazie zdolni do osiągania orgazmu dzięki stymulacji narządów płciowych zewnętrznych mogą jednak wymagać dłuższej stymulacji lub większej jej intensywności. Zabawki seksualne takie jak wibrator mogą zwiększać odczucia w obszarach o zmniejszonym ich odczuwaniu, mogą być modyfikowane dla dostosowywania się w niepełnosprawnościach. Przykładowo do wibratora bądź dildo dołączyć można uchwyt pomocny osobie o słabszym funkcjonowaniu rąk.

## Relacje

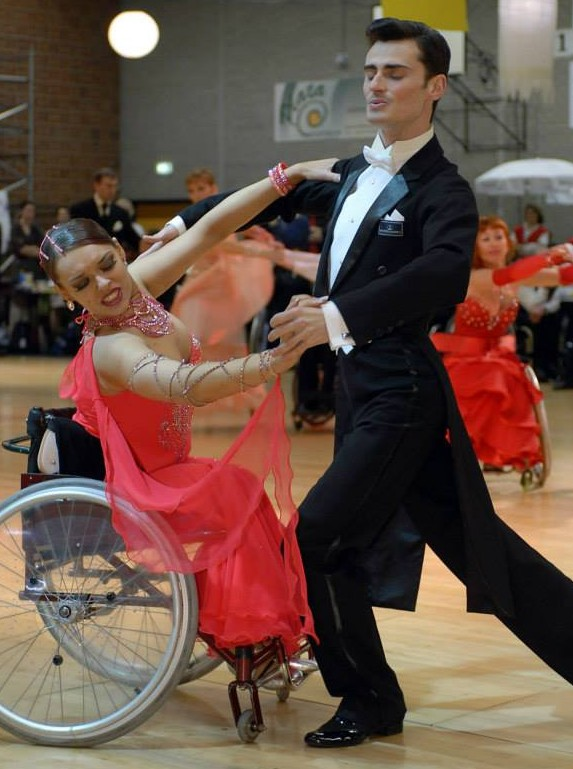
Aktywność stanowi drogę do spotkań z ludźmi i prewencji izolacji.